# Сковорода від А до Я
«Сковорода від А до Я» — абетка-енциклопедія, присвячена видатному українському філософу і педагогу Григорію Сковороді, що вийшла у 2019 році. Автор — літературознавець Леонід Ушкалов. Ілюстрації Людмили Стецькович та Володимира Стецьковича.

## Опис
Кожна сторінка книги є окремою ілюстрованою історією із життя Сковороди, якій відповідає певна літера алфавіту: А — академія (про навчання Сковороди в Києво-Могилянській академії), Б — батьки (про батька і матір Григорія Савича) тощо. Книга ілюстрована. Історії з життя Сковороди доповнено елементами сучасного життя і нотками доброго гумору.
Абетка-енциклопедія дає уявлення про період, у якому жив та працював Григорій Сковорода. Розрахована на читачів віком від 8 до 12-14.

## Номінації та нагороди
- 2019 року книжка ввійшла до довгого списку відзнаки дитячих, підліткових та родинних книжок «Топ БараБуки»[2], а також ввійшла до рейтингу «Найкращі українські книжки 2019 року за версією ПЕН».[3][4]
- Книга стала переможцем XXI Всеукраїнського рейтингу «Книжка року-2019» у номінації «Дитяче свято» серед пізнавальних і розвивальних книг.[5]

## Додаткова література
- Упоряд., наук. ред., передм. Н. Левченко. «Вінець моїх свічад, що знають геть усе...»: літературознавчий світ Леоніда Ушкалова : біобліогр. довідник. — Харків : Майдан, 2020. — 92 с. — ISBN 978-966-372-737-0.